# Cerro de Arcos
Cerro de Arcos es una formación rocosa en el páramo de la sierra sur del Ecuador.

## Geolocalización
Esta en el límite de las provincias sureñas ecuatorianas de El Oro y Loja. Se eleva sobre la planicie en las cordilleras de Chilla y Timbayacu a una altitud de 3700 m s. n. m.

## Descripción
Esta formación rocosa contiene torres, columnas y arcos formados por la acción erosiva de la lluvia y el viento, el conjunto abarca una extensión de 300 m².
- Datos: Q5064999